# Episodi di Cheyenne (prima stagione)
La prima stagione della serie televisiva Cheyenne è andata in onda negli Stati Uniti dal 20 settembre 1955 al 29 maggio 1956 sulla ABC.
| nº | Titolo originale       | Prima TV USA      | Titolo italiano | Prima TV Italia |
| -- | ---------------------- | ----------------- | --------------- | --------------- |
| 1  | Mountain Fortress      | 20 settembre 1955 |                 |                 |
| 2  | Julesburg              | 11 ottobre 1955   |                 |                 |
| 3  | The Argonauts          | 1º novembre 1955  |                 |                 |
| 4  | Border Showdown        | 22 novembre 1955  |                 |                 |
| 5  | The Outlander          | 13 dicembre 1955  |                 |                 |
| 6  | The Travelers          | 3 gennaio 1956    |                 |                 |
| 7  | Decision               | 24 gennaio 1956   |                 |                 |
| 8  | The Storm Riders       | 7 febbraio 1956   |                 |                 |
| 9  | Rendezvous at Red Rock | 21 febbraio 1956  |                 |                 |
| 10 | West of the River      | 10 marzo 1956     |                 |                 |
| 11 | Quicksand              | 3 aprile 1956     |                 |                 |
| 12 | Fury at Rio Hondo      | 17 aprile 1956    |                 |                 |
| 13 | Star in the Dust       | 1º maggio 1956    |                 |                 |
| 14 | Johnny Bravo           | 15 maggio 1956    |                 |                 |
| 15 | The Last Train West    | 29 maggio 1956    |                 |                 |

## Mountain Fortress
- Prima televisiva: 20 settembre 1955

### Trama
- Guest star: L.Q. Jones (Smitty Smith), Ann Robinson (Joan Carter), Robert J. Wilke (Bob Manson), Peter Coe (Perado), Jeffrey Silver (Stew Davis), James Garner (tenente Brad Forsythe), Phil Rich (Skiley), John Doucette (sergente Cap Daniels), George Wallace (Plank), Rush Williams (Foster)

## Julesburg
- Prima televisiva: 11 ottobre 1955

### Trama
- Guest star: L.Q. Jones (Smitty), Adelle August (Jeremy Barnes), Ray Teal (McCanles), David Alpert (Wilfred Barnes), Billy Chapin (Tommy Scott), Tom Monroe (Floyd), Ray Montgomery (Morton Scott), Edwin Rand (Virgil), Emile Avery (cittadino), Kermit Maynard (Wagon Train Guard), Jack Mower (Wagon Train Member), Buddy Roosevelt (McCanles Henchman), Jack Tornek (cittadino)

## The Argonauts
- Prima televisiva: 1º novembre 1955

### Trama
- Guest star: Rod Taylor (Clancy), Edward Andrews (Duncan), Steve Conte (Acuna)

## Border Showdown
- Prima televisiva: 22 novembre 1955

### Trama
- Guest star: Adele Mara (Sarita), L.Q. Jones (Smitty), Lisa Montell (Rosa), Myron Healey (Carl Thompson), Richard Reeves (Cliff Bartow), Eugene Iglesias (Alfredo), James Burke (Buckshot), Edward Colmans (Carlos), Martin Garralaga (Mr. Delgado), George Bell (scagnozzo), Lane Chandler (Marshal), Marco López (Village resident), Bob Reeves (scagnozzo), Julian Rivero (Padre Juan), Ted Smile (scagnozzo)

## The Outlander
- Prima televisiva: 13 dicembre 1955

### Trama
- Guest star: Doris Dowling (Cora Culver), Onslow Stevens (giudice Dana Culver), Leo Gordon (George MacDonald), Jack Pepper (Whiskey), Dub Taylor (Hoyt), Thomas Browne Henry (editore John), Abel Fernandez (Abel, Cowhand), Forrest Lewis (avvocato della difesa), Gil Perkins (lavoratore nel ranch)

## The Travelers
- Prima televisiva: 3 gennaio 1956

### Trama
- Guest star: James Gleason (Pop Keith), Diane Brewster (Mary), Robert Armstrong (Marshall Len Merrick), Morris Ankrum (Ed Roden, Sr.), Gregory Walcott (Lou Gray), Joseph Breen (Dan Roden), Robert Carson (Newcombe), Kansas Moehring (membro linciaggio)

## Decision
- Prima televisiva: 24 gennaio 1956

### Trama
- Guest star: Richard Denning (capitano Quinlan), James Garner (tenente Lee Rogers), Nancy Hale (Ann Saunders), Clegg Hoyt (sergente Beaugard), Terry Frost (sergente Short), George Bell (soldato), Marjorie Bennett (Mrs. Smallwood), Foxy Callahan (soldato), William Challee (Tatum Soldier with Michael Landon), Michael Landon (Young Soldier), Jack Mower (Wagon Train Member), Joe Phillips (soldato), Ray Teal (maggiore Heffler), Pierre Watkin (The Colonel), Guy Wilkerson (The Preacher)

## The Storm Riders
- Prima televisiva: 7 febbraio 1956

### Trama
- Guest star: Beverly Michaels (Sheila Dembro), Barton MacLane (Martin Storm), Regis Toomey (John Dembro), Anne Whitfield (Johnny Dembro), Paul E. Burns (Marty), Mickey Simpson (Swallow), Howard Negley (Ed Jeffries), Lane Bradford (Hadley), Emile Avery (cittadino), Frank Fenton (sceriffo), John Harmon (Miller), Al Haskell (cittadino), Nolan Leary (giudice Crandall), Dick Rich (lavoratore nel ranch)

## Rendezvous at Red Rock
- Prima televisiva: 21 febbraio 1956

### Trama
- Guest star: Gerald Mohr (Pat Keogh), Douglas Fowley (Pritchard), Steve Darrell (Earl Grayson), Joel Ashley (Clayton), Dawn Richard (Millie), Helene Marshall (Joan Grayson), Sam Flint (Roberts), John Cliff (Turner), David Alpert (Chad), Rayford Barnes (Griggs), Jack Perrin (frequentatore bar), Sailor Vincent (barista)

## West of the River
- Prima televisiva: 10 marzo 1956

### Trama
- Guest star: Lois Collier (Ruth McKeever), Trevor Bardette (Ed McKeever), Stephanie Griffin (Jenny McKeever), Lane Bradford (sergente Baker), Harry Lauter (soldato Ryan), Russell Hicks (colonnello Kilrain), Henry Rowland (soldato Morgan), Bill Erwin (soldato Poinsett), John Close (Griffin), Marjorie Stapp (Betty Baker), Emile Avery (Member of the Brigade), Fred Carson (capo indiano), Keith Larson ( con la barba Member of the Brigade), Hank Patterson (Jeb), Buddy Roosevelt (Member of the Brigade)

## Quicksand
- Prima televisiva: 3 aprile 1956

### Trama
- Guest star: Dennis Hopper (Utah Kid), John Alderson (Beef Simpkins), Wright King (Frank Endicott), Peggy Webber (Ella McIntyre), Tom Duggan (Jeffry Billings), Dean Fredericks (Chief Yellow Knife), Mary Flynn (Lavinia Billings), Charlie Hall (Kevin), Frank McGrath (John Pike), Fred Carson (Comanche Indian)

## Fury at Rio Hondo
- Prima televisiva: 17 aprile 1956

### Trama
- Guest star: Peggie Castle (Mississippi), Carl Esmond (colonnello Picard), Ralph Moody (Pete), Karen Kadler (Isabella), Edward Colmans (Manuel), Mel Welles (Bolados), Roger Etienne (tenente Beauclerc), Pepe Hern (Ricardo), Tom Hernández (Ramon), Tim Graham (suonatore piano), Ted Smile (messicano Soldier)

## Star in the Dust
- Prima televisiva: 1º maggio 1956

### Trama
- Guest star: Adele Mara (Claire Du Pas), Don Megowan (Wes Garth), Ian Wolfe (Charlie Peabody), Morris Ankrum (John Clements), William Phipps (Jim Clements), Chris Alcaide (Deputy Hack), George DeNormand (cittadino), Dabbs Greer (cittadino), Frank Jenks (Gus Bolin - Bartender), Mort Mills (Mike), Tom Monroe (rapinatore di banche Leader), Buddy Roosevelt (cittadino), Phil Schumacher (frequentatore bar), John Truax (giocatore di poker)

## Johnny Bravo
- Prima televisiva: 15 maggio 1956

### Trama
- Guest star: Penny Edwards (Molly Crowley), Carlos Rivas (Johnny Bravo), Harry Shannon (Matt Crowley), Mort Mills (Ben Taggart), Charles Horvath (Emmett), Nancy Kulp (cameriera), Gil Perkins (Mingo), Howard Negley (sceriffo Wade Arnett), Harry Harvey (Tom Lovelace), Bob Jellison (Little Man), Margarita Martín (Tamale Woman)

## The Last Train West
- Prima televisiva: 29 maggio 1956

### Trama
- Guest star: Barbara Lawrence (Lola McQuilan), James Garner (Bret), Barbara Eiler (Ruth), Gordon Jones (C.R. Tatum), Lane Bradford (Cliff O'Neill), Paul Savage (Deputy Orville Jones), Paul Sorensen (Jud Lawrence), Stan Jones (sceriffo), Lester Johnson (Frank Perry), Barry Coe (passeggero del treno), Harry Harvey (Marshal), Chuck Hicks (passeggero del treno), Sid Melton (Shorty